# Carneoryctes pimbus
Carneoryctes pimbus är en skalbaggsart som beskrevs av Phillip B. Carne 1957. Carneoryctes pimbus ingår i släktet Carneoryctes och familjen Dynastidae. Inga underarter finns listade.